# Polyclinum planum
Polyclinum planum är en sjöpungsart som först beskrevs av Friedrich Ritter och William Forsyth 1917.  Polyclinum planum ingår i släktet Polyclinum och familjen klumpsjöpungar. Inga underarter finns listade i Catalogue of Life.